# Forest Glen, Maryland
Forest Glen är en ort i Montgomery County i delstaten Maryland, USA.